# Edificio del Casino Español
El edificio del Casino Español es un edificio de estilo modernista ubicado en la calle Ejército Español en el Ensanche Modernista de la ciudad española de Melilla que alberga el Casino Español, sociedad melillense constituida hacia 1900. Forma parte del Conjunto Histórico Artístico de la Ciudad de Melilla, un Bien de Interés Cultural.

## Historia
Fundado el 10 de noviembre de 1898 cómo centro de reunión, es la Sociedad Recreativa más antigua de Melilla
El 15 de abril de 1910 es adjudicado en una subasta el solar el 182 del Barrio Reina Victoria a Cristóbal Fábregas Fernández Delgado por 4.404 pesetas, escriturándose el 20 de junio en la notaría de Roberto Cano Flores y el 4 de noviembre es comprada su concesión por Jaime Tur y Mary, presidente del Casino Español.
El 21 de abril de 1911 el ingeniero de la Junta de Arbitrios José de la Gándara autoriza la construcción en 1911, según proyecto, con dos soluciones, a elegir una, para los remates de los cuerpos laterales, del arquitecto Enrique Nieto, de enero de 1911 por Gregorio Aldudo.
Es ampliado entre el 27 de febrero de 1917 y el 7 de junio del mismo año, en que es inaugurada, instancia del 15 de diciembre de 1917, dirigidas por el maestro de obras Juan Sánchez, con el decorador Vergés, el pintor López y , aumentando en dos los salones hacía La Avenida, con mobiliario de los Grandes Almacenes La Reconquista, tras salir a concurso, así como reforma las columnas en septiembre de 1919, la mampara de acceso, planta principal y alta en mayo de 1921, cambio del emplazamiento de dos columnas superpuestas y construir el hall a la altura del primer hollado en julio de 1921 y nuevo piso entre julio y agosto de 1924, todas según proyecto del mismo Enrique Nieto.

## Descripción
Consta de planta baja y dos plantas. Está construido con paredes de mampostería de piedra local y ladrillo macizo, con vigas de hierro y bovedillas del mismo ladrillo.

### Exterior
Su fachada dispone de cinco vanos, siendo los de los extremos los principales, en la planta baja el de la izquierda es de la entrada al edificio, con una puerta de madera, en la planta principal en el centro se sitúa una balconada con rejería flanqueado por dos balcones con balaustrada, conduciendo en la planta alta con balcones que finaliza en un peto con balaustrada flanqueado por dos coronamientos

### Interior
En la planta baja se sitúa el vestíbulo, contando antes también con el Salón Café y la Sala de tresillo, después  Don Vito  y hoy Springfiel. La escalera de honor que conduce a la planta principal, donde se encuentran la Sala de Fiestas, la Sala de Juntas y la biblioteca, con librerías de estilo secesión.